# Нерето
Нерето (итал. Nereto) је насеље у Италији у округу Терамо, региону Абруцо.
Према процени из 2011. у насељу је живело 3951 становника. Насеље се налази на надморској висини од 138 м.

## Географија
| Клима (Нерето)           | Клима (Нерето) | Клима (Нерето) | Клима (Нерето) | Клима (Нерето) | Клима (Нерето) | Клима (Нерето) | Клима (Нерето) | Клима (Нерето) | Клима (Нерето) | Клима (Нерето) | Клима (Нерето) | Клима (Нерето) | Клима (Нерето) |
| Показатељ \ Месец        | .Јан.          | .Феб.          | .Мар.          | .Апр.          | .Мај.          | .Јун.          | .Јул.          | .Авг.          | .Сеп.          | .Окт.          | .Нов.          | .Дец.          | .Год.          |
| ------------------------ | -------------- | -------------- | -------------- | -------------- | -------------- | -------------- | -------------- | -------------- | -------------- | -------------- | -------------- | -------------- | -------------- |
| Средњи максимум, °C (°F) | 9,8 (49,6)     | 11,3 (52,3)    | 14,3 (57,7)    | 18,5 (65,3)    | 23,1 (73,6)    | 27,3 (81,1)    | 30,4 (86,7)    | 30,3 (86,5)    | 26,6 (79,9)    | 21,0 (69,8)    | 15,2 (59,4)    | 12,0 (53,6)    | 30,4 (86,7)    |
| Средњи минимум, °C (°F)  | 3,5 (38,3)     | 3,7 (38,7)     | 6,2 (43,2)     | 9,3 (48,7)     | 13,0 (55,4)    | 16,9 (62,4)    | 19,4 (66,9)    | 19,5 (67,1)    | 16,7 (62,1)    | 12,5 (54,5)    | 8,5 (47,3)     | 5,5 (41,9)     | 3,5 (38,3)     |
| [ тражи се извор ]       |                |                |                |                |                |                |                |                |                |                |                |                |                |

## Становништво
| 1931. | 1936. | 1951. | 1961. | 1971. | 1981. | 1991. | 2001. | 2011. |
| ----- | ----- | ----- | ----- | ----- | ----- | ----- | ----- | ----- |
| 3.685 | 3.730 | 3.864 | 3.659 | 4.010 | 4.421 | 4.428 | 4.425 | 5.075 |